# Tümer Metin
Tümer Metin, född 14 oktober 1974 i Zonguldak, Turkiet, är en före detta fotbollsspelare (mittfältare).
I juni 2006 skrev han ett kontrakt med Fenerbahçe efter att han hade spelat 5 år i Beşiktaş JK. 
Under transferfönstret i januari 2008 lånades Tümer ut till den Grekiska klubben AEL 1964 (mer känd som Larissa FC) och gjorde där mål i sitt första framträdande för klubben. Lånekontraktet gällde till och med juni 2008. Förbundskapten Fatih Terim tog samma år ut Tümer Metin till Turkiets EM-trupp.